# Christer Björkman
Christer Samuel Björkman (Borås, 25 de agosto de 1957) es un cantante y productor de televisión sueco. Ha sido jefe de producción del Melodifestivalen desde 2002 hasta 2021, así como productor artístico del Festival de Eurovisión en sus ediciones de 2013, 2016 y 2017. Por otro lado, representó a Suecia como cantante en Eurovisión 1992. 

## Biografía
Christer Björkman nació en Borås en 1957 y allí pasó buena parte de su vida. De joven era peluquero y en la década de 1980 llegó a tener su propio salón de belleza, Capello Bella.
En el plano personal, está casado con el también cantante Martin Kagemark, al que conoció durante la producción de un musical de West Side Story. Ha participado en numerosos eventos para defender los derechos de la comunidad LGBT en Suecia, entre ellos el Orgullo Gay de Estocolmo, y la canción Välkommen hem trata sobre su relación sentimental.

## Carrera musical
Björkman comenzó su carrera musical en 1984 con el lanzamiento de su primer sencillo, Leken blev nästan sann, que llegaría a la lista de éxitos nacional (Svensktoppen). Más tarde publicaría el primer disco, Våga och vinn (1985), bajo la producción de Bruno Glenmark.
El intérprete alcanzó la fama a nivel nacional gracias a su victoria en el Melodifestivalen de 1992 con la balada I morgon är en annan da («Mañana será otro día») que además daba título a su segundo álbum, y con la que pudo representar a Suecia en el Festival de la Canción de Eurovisión 1992 celebrado en Malmö. Sin embargo, en el evento finalizó penúltimo, el peor resultado de Suecia desde 1977. Al año siguiente volvió a presentarse al Melodifestivalen 1993 con el tema Välkommen till livet («Bienvenido a la vida»), que no se clasificó para la ronda final.
En 1997 hizo la adaptación sueca del musical West Side Story junto con Richard Herrey (Herreys) en el Oscarsteatern de Estocolmo. Dos años después, concurrió por tercera vez al Melodifestivalen de 1999 con la canción Välkommen hem («Bienvenido a casa»), última clasificada en la final.
En 2002 interpretó junto con Shirley Clamp la canción oficial de la celebración del Orgullo Gay de Estocolmo, La Vie (This is my life). Al año siguiente publicó su último trabajo, Souvenirs d'amour (2003).

## Carrera ejecutiva

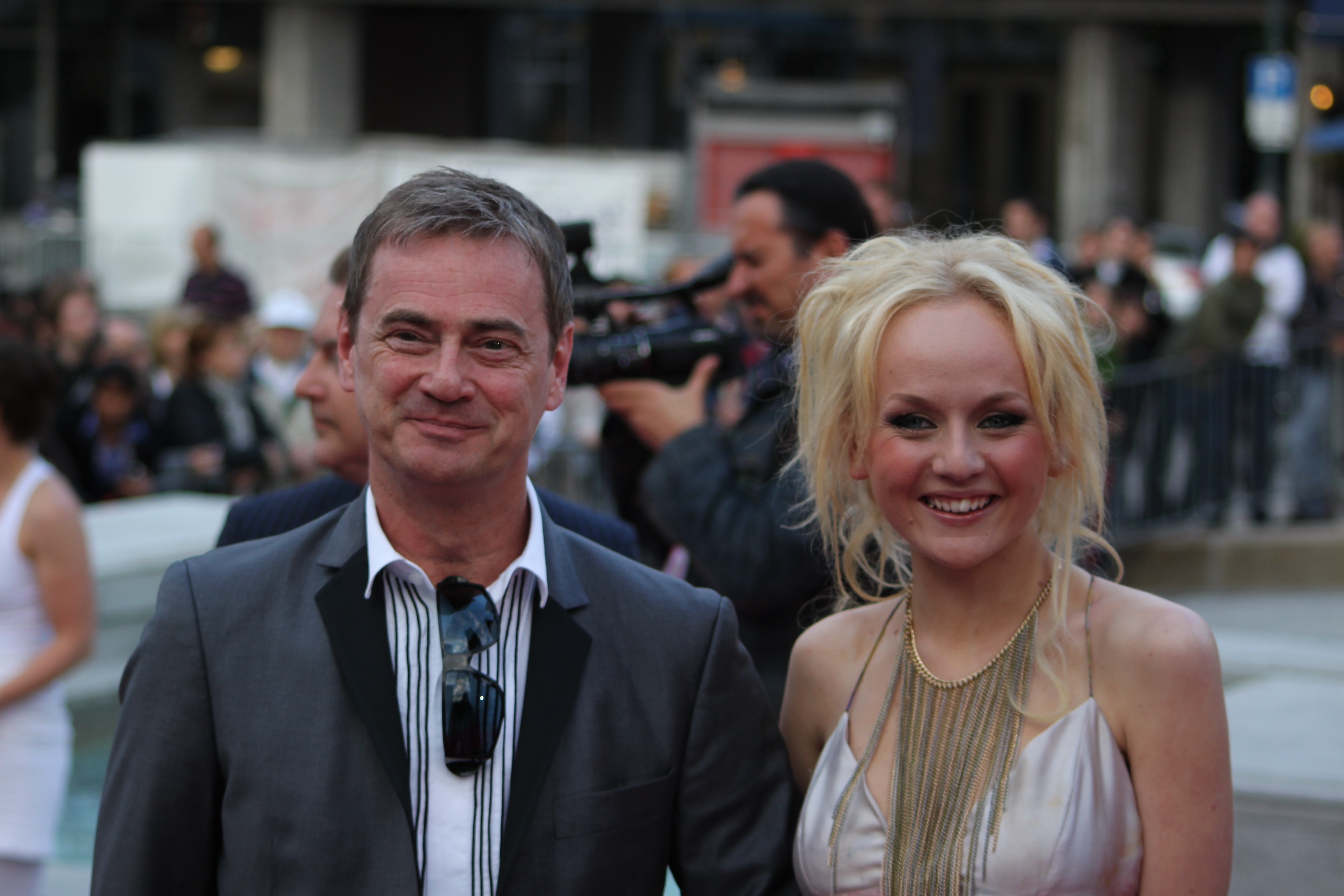
Björkman y Anna Bergendahl en la presentación del Festival de Eurovisión 2010.

A lo largo de su trayectoria Christer Björkman ha sido el máximo responsable del Melodifestivalen desde 2002 hasta 2021; jefe de delegación de Suecia en el Festival de Eurovisión, y miembro del Grupo de Referencia del certamen en la Unión Europea de Radiodifusión (UER). Además ha sido jefe de producción de las ediciones del Festival de Eurovisión de 2013, 2016 y 2017, en las que introdujo cambios como la eliminación del sorteo puro para el orden de actuación (2013) y el anuncio de las puntuaciones de jurado y público por separado (2016). Desde 2021 es uno de los productores ejecutivos del American Song Contest, la adaptación estadounidense de Eurovisión.

### Melodifestivalen
La televisión pública de Suecia, Sveriges Television (SVT), contrató a Björkman en 2002 como responsable del Melodifestivalen tras la salida de Svante Stockselius, quien había dejado esa labor para supervisar el Festival de Eurovisión. El objetivo de la SVT era consolidar la reforma del concurso musical, del que Björkman asumiría la supervisión artística, producción y promoción. Además, el cantante asumía la jefatura de delegación de Suecia en Eurovisión.
La llegada de Björkman coincidió con importantes cambios en el formato del Melodifestivalen, que pasó a tener cuatro semifinales a propuesta de Stockselius. Las semifinales se celebrarían en distintas ciudades del país, mientras que la final tendría lugar en el Globen Arena de Estocolmo (16.000 espectadores), con una producción similar a la de un concierto multitudinario. Björkman decidió ampliar el abanico de géneros musicales más allá del schlager para atraer al público joven: desde 2004 permitió artistas invitados por la organización (joker), en 2009 introdujo el jurado internacional, y en 2010 creó una plaza para nuevos artistas sin sello discográfico.
Dentro del Festival de Eurovisión, Björkman impulsó con Richard Herrey la creación de los premios Marcel Bezençon en 2002.
Aunque el Melodifestivalen es formalmente la preselección para Eurovisión, este evento ha desarrollado su propia normativa e introducido innovaciones para atraer a los espectadores, tales como permitir más de seis personas sobre el escenario, utilizar coros pregrabados, y una mayor libertad en la escenografía. De igual modo, la organización es quien determina el orden de actuación en vez de hacerlo por sorteo. Esta última decisión ha conllevado críticas de otros cantantes, que le han acusado de favorecer a determinados artistas, e incluso una denuncia en 2009 que fue desestimada por falta de pruebas.

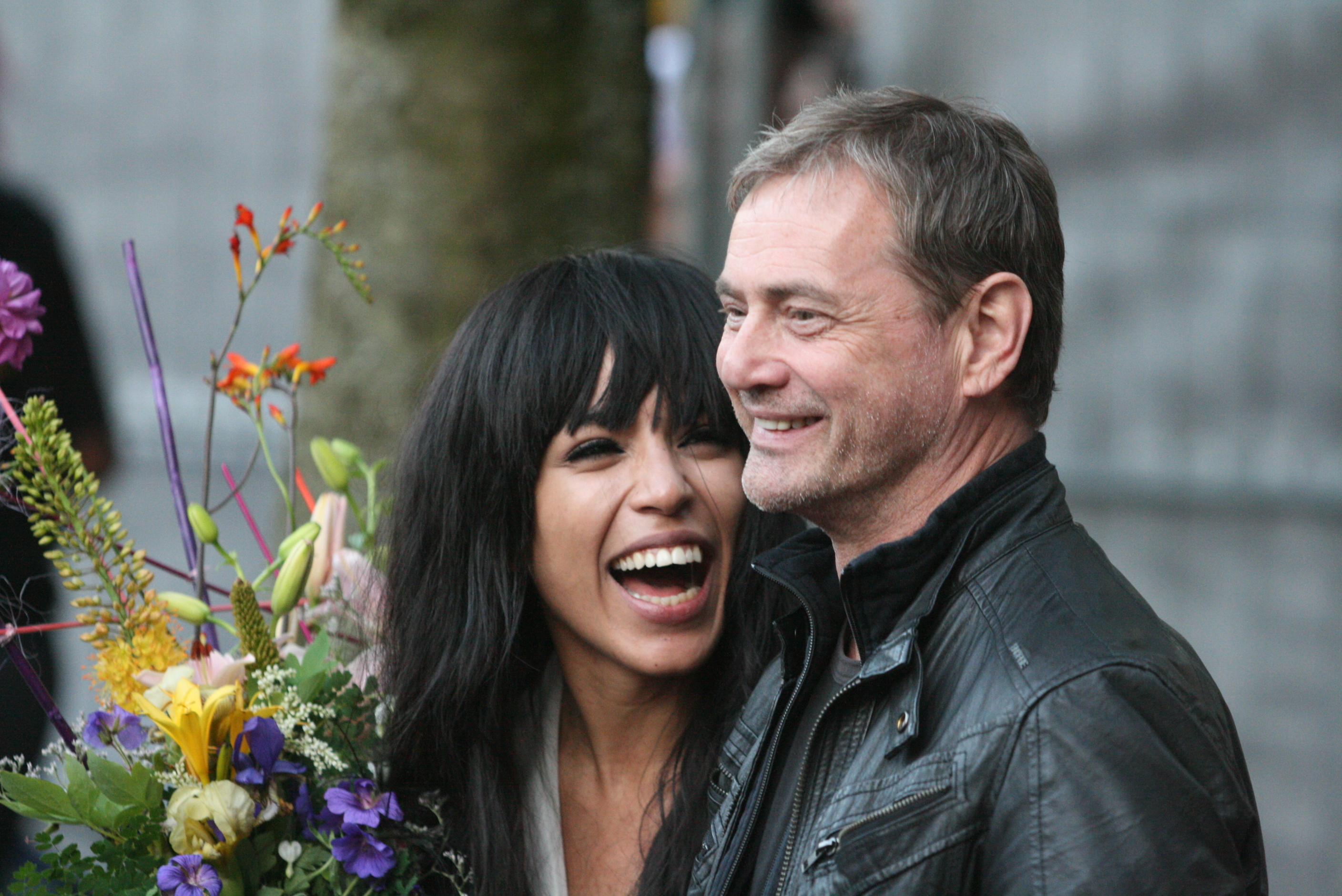
Loreen y Christer Björkman en un evento en Borås (2012).

En el Festival de Eurovisión de 2010, Suecia —representada por Anna Bergendahl— se quedó fuera de la final por primera vez desde 1976 y la prensa nacional cuestionó la labor de Björkman. Sin embargo, la SVT mantuvo a Christer como jefe de delegación y le otorgó más poder para hacer cambios en el Melodifestivalen. En 2011, Suecia quedó tercera con Eric Saade y Popular, y en 2012 ganó Eurovisión con Loreen y Euphoria, número uno en su país durante seis semanas consecutivas.
Björkman anunció su retirada del Melodifestivalen y de la delegación sueca en la edición de 2021 para ocuparse del American Song Contest, siendo reemplazado por Lotta Furebäck. El artista fue homenajeado en la final por sus veinte años de trayectoria al frente del concurso.

### Festival de la Canción de Eurovisión
Björkman fue el productor artístico del Festival de la Canción de Eurovisión 2013 que se celebró en Malmö. Igual que en el Melodifestivalen, consiguió que el Grupo de Referencia determinase el orden de actuación para evitar que propuestas de género o tempo similar actúen unas detrás de otras. No obstante, se introdujeron excepciones: el país anfitrión sí sería sorteado y el resto serían repartidos al azar en la primera o segunda mitad de la final.
Suecia repitió victoria en Eurovisión 2015 con Heroes de Måns Zelmerlöw. En el Festival de Eurovisión 2016, celebrado en Estocolmo, Björkman asumió de nuevo la producción del concurso e introdujo un cambio en el sistema de votación: las puntuaciones del jurado profesional y del público se anunciarán por separado, tal y como sucede en el Melodifestivalen, para garantizar que el ganador no se conozca hasta el último minuto. Repetiría el mismo cargo en el Festival de Eurovisión 2017 en Kiev (Ucrania).

### American Song Contest
En mayo de 2021, la UER anunció que había llegado a un acuerdo con la cadena de televisión NBC para adaptar el Festival de Eurovisión en Estados Unidos, con un nuevo concurso que se llamaría American Song Contest.
Christer Björkman y Anders Lenhoff asumieron la producción ejecutiva del American Song Contest y se encargaron de adaptar el festival europeo a la idiosincrasia estadounidense. El certamen contó con la participación de 56 artistas que representaban a cada uno de los estados y territorios del país, por lo que presentaba un formato distinto con ocho galas entre eliminatorias, semifinales y final. La producción también se vio alterada por la pandemia de COVID-19 y la variante Omicron. La primera edición del American Song Contest se estrenó finalmente el 21 de marzo de 2022 y contó con los ocho episodios previstos, pero no gozó del impacto esperado y solo registró 1,9 millones de espectadores en la final, frente a los 2,89 millones de espectadores que habían presenciado la primera gala.

## Discografía

### Álbumes
- Våga och vinn, 1985
- I morgon är en annan dag, 1992
- Välkommen till livet, 1993
- Björkman, 1999
- Souvenirs d'amour, 2003

### Sencillos
- Leken blev nästa sann, 1984
- Livsutopi, 1984
- Våga och vinn, 1985
- Drömmar, 1986
- I morgon är en annan dag, 1992
- Om du behöver mig, 1992
- Förälskad igen, 1992
- Om hösten, 1993
- Välkommen till livet, 1993
- Välkommen hem, 1999
- Döda mig i morgon, 1999
- La Vie (This is my life), 2002 (junto con Shirley Clamp)
- Marcia Baila, 2003
- Les Mots, 2003 (junto con Shirley Clamp)
- Etthundra, 2004 (junto con Borås Allstars)